# غشاء مصلي
الغشاء المصلي (بالإنجليزية: Serous membrane أو Serosa)‏ هو غشاء نسيجي يتكون من طبقتين من الظهارة المتوسطة، ويفرزان سائلاً مصلياً. تسمى الطبقة الداخلية التي تحيط بالأحشاء والأعضاء الداخلية في تجاويف الجسم بالطبقة الحشوية، بينما تسمى الطبقة الثانية القريبة من سطح الجسم بالطبقة الجدارية، وتتكون من النسيج الضام. الأغشية المصلية تبطن وتغلف عدد من التجاويف في الجسم تعرف بالتجاويف المصلية، وتفرز السائل المصلي الذي يقلل الاحتكاك بين العضلات والأعضاء أثناء حركتها.

## التركيب
يتكون الغشاء المصلي من طبقة حشوية تحيط بالأحشاء وأخرى جدارية تبطن التجويف. كل من الطبقتين يتكون من خلايا ظهارية متوسطة مكونة نسيج طلائي حرشفي بسيط، وبها خيوط متوسطة من السيتوكيراتين. يلي كل منهما طبقة من النيج الضام الرخو، التي تحتوي على أعصاب وأوعية دموية لإمداد طبقتي الغشاء، كما أنها تعمل على تثبيتهما وربطهما بالأعضاء والتراكيب المتصلة بهما. يفصل بين الطبقتين تجويف مصلي مليء بسائل مصلي غني بالمواد البروتينية ذو كمية صغيرة.

## الأنواع
- التامور: حول القلب.[4][5]
- الغشاء الجنبي: واحد حول كل رئة من الرئتين.[4][6][7]
- الصفاق: حول الأحشاء الموجودة في البطن، وهو أكبر الأغشية المصلية.[4][8]